# Stora Örtjärnen (Lekvattnets socken, Värmland)
Stora Örtjärnen är en sjö i Torsby kommun i Värmland och ingår i Göta älvs huvudavrinningsområde. Sjön har en area på 0,0543 kvadratkilometer och ligger 323,2 meter över havet. Vid provfiske har abborre, elritsa och öring fångats i sjön.

## Delavrinningsområde
Stora Örtjärnen ingår i det delavrinningsområde (668812-131921) som SMHI kallar för Mynnar i Rottnan. Medelhöjden är 356 meter över havet och ytan är 34,7 kvadratkilometer. Det finns inga avrinningsområden uppströms utan avrinningsområdet är högsta punkten. Valpån som avvattnar avrinningsområdet har biflödesordning 4, vilket innebär att vattnet flödar genom totalt 4 vattendrag innan det når havet efter 388 kilometer. Avrinningsområdet består mestadels av skog (86 procent). Avrinningsområdet har 0,34 kvadratkilometer vattenytor vilket ger det en sjöprocent på 1 procent.